# Хоэнфинов
Хоэнфинов (нем. Hohenfinow) — община в Германии, в земле Бранденбург.
Входит в состав района Барним. Подчиняется управлению Бриц-Хорин. Население составляет 524 человека (на 31 декабря 2010 года). Занимает площадь 21,91 км².
| Год  | Население |
| ---- | --------- |
| 2005 | 538       |
| 2010 | 521       |

## Галерея

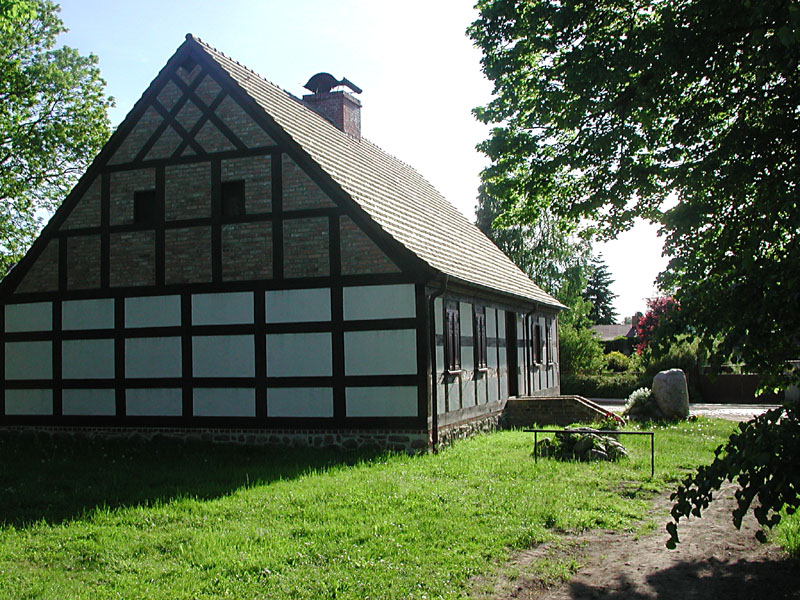
Haus auf dem Dorfanger
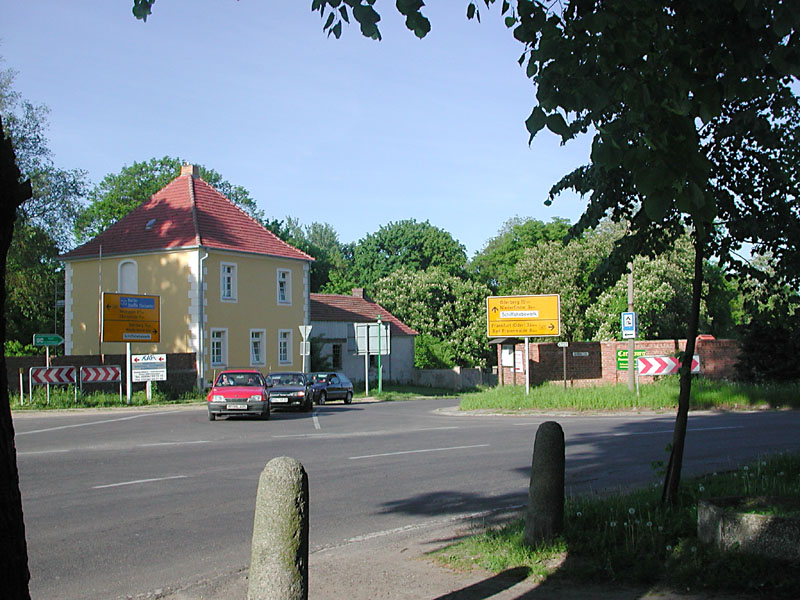
Kavaliershaus des Schlosses, Straße nach Niederfinow
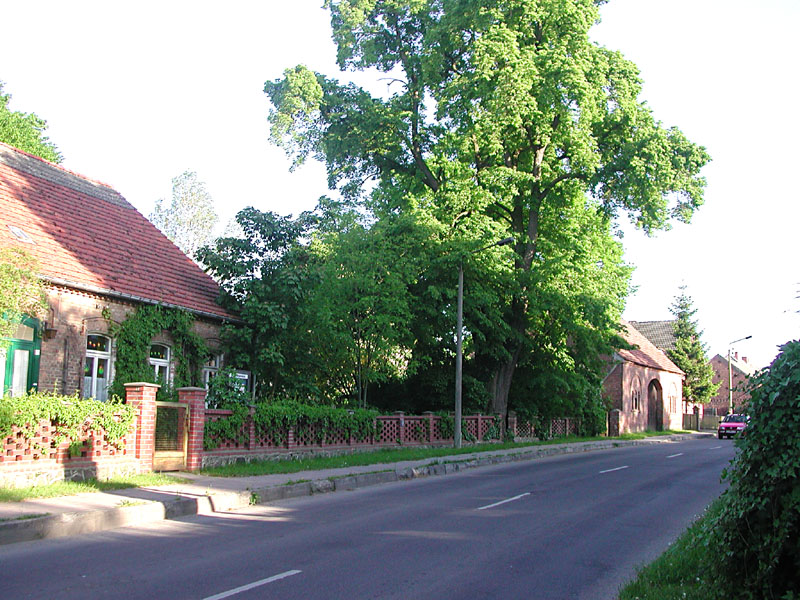
Dorfstraße
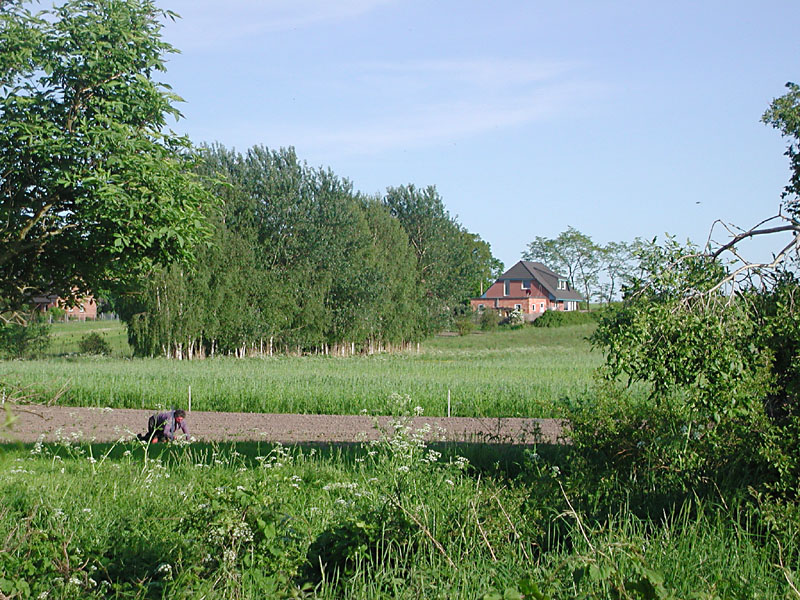
Ortseingang Gersdorfer Straße
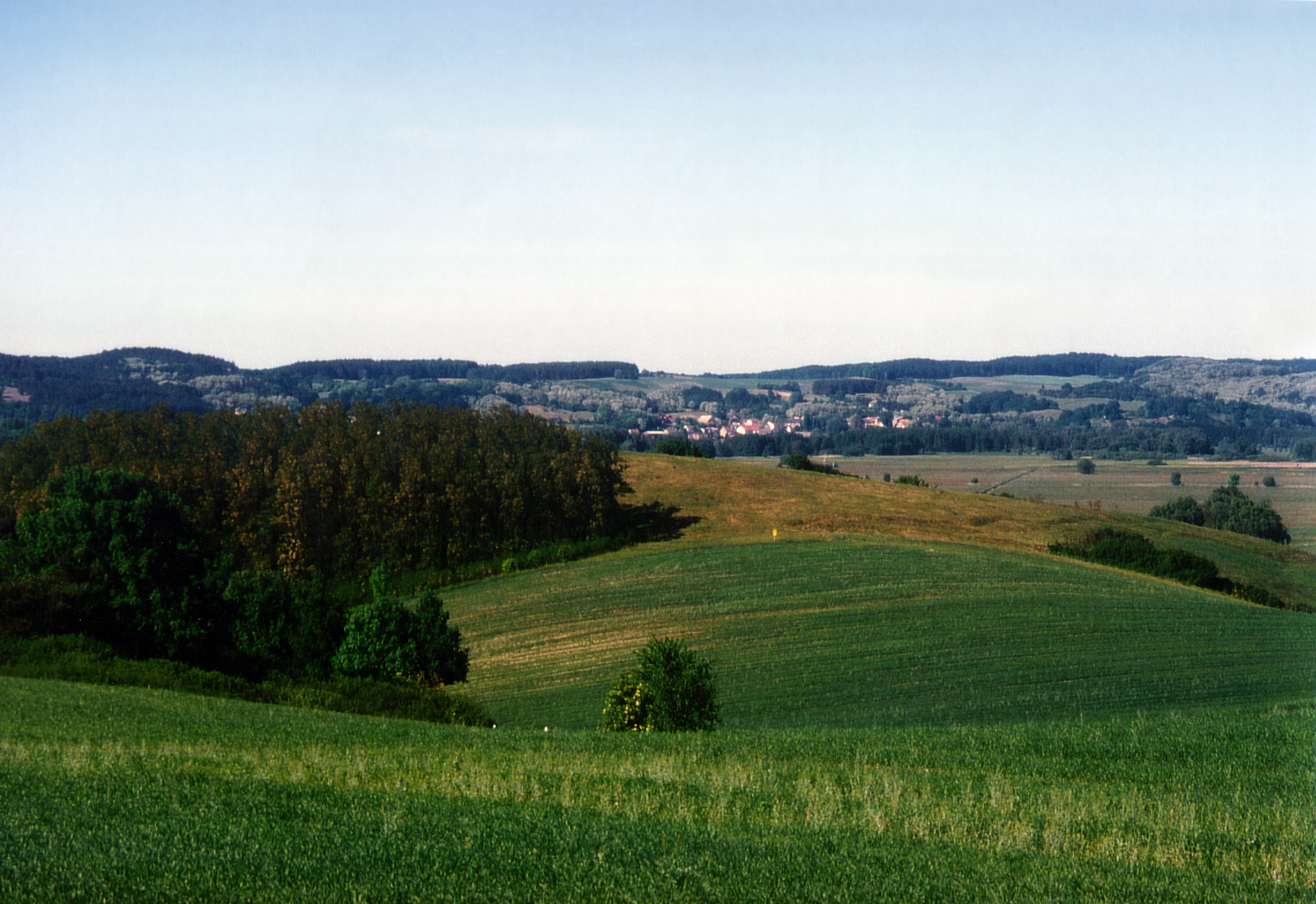
Blick ins Eberswalder Urstromtal
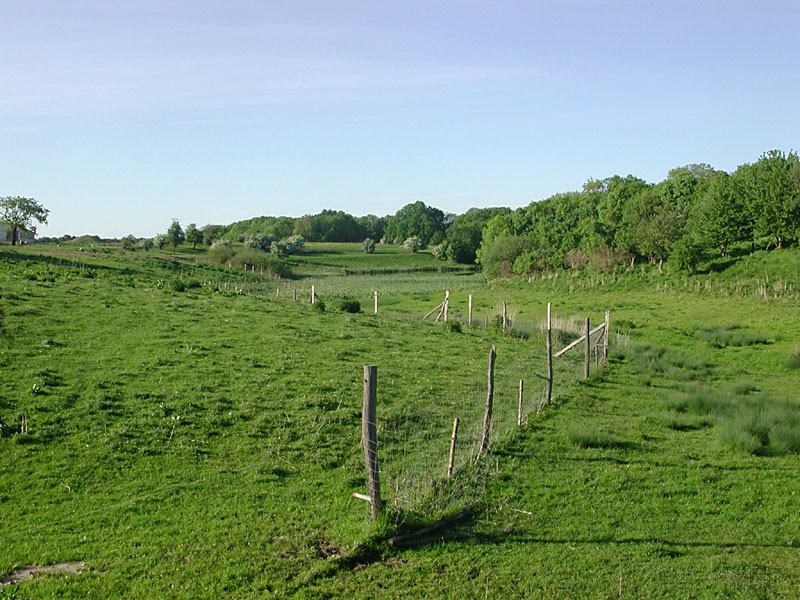
Koppel am westlichen Ortseingang
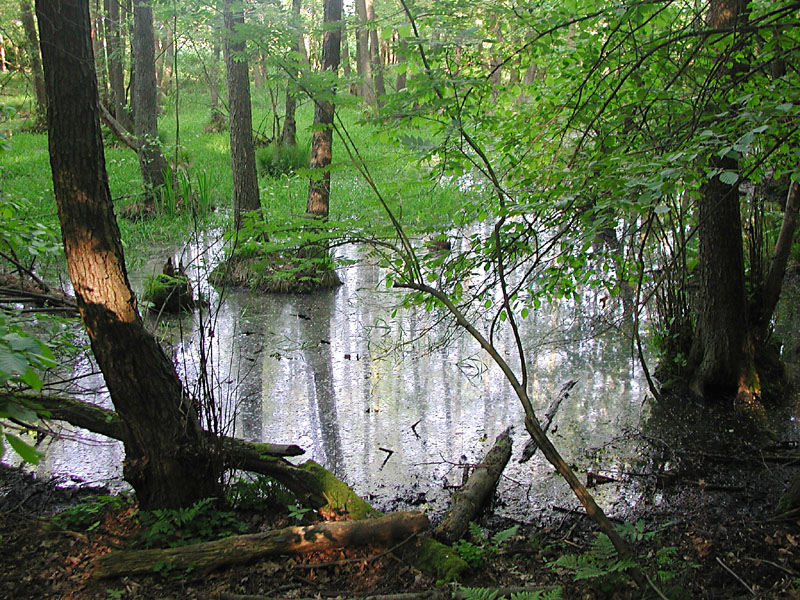
Moor im Hohenfinower Wald
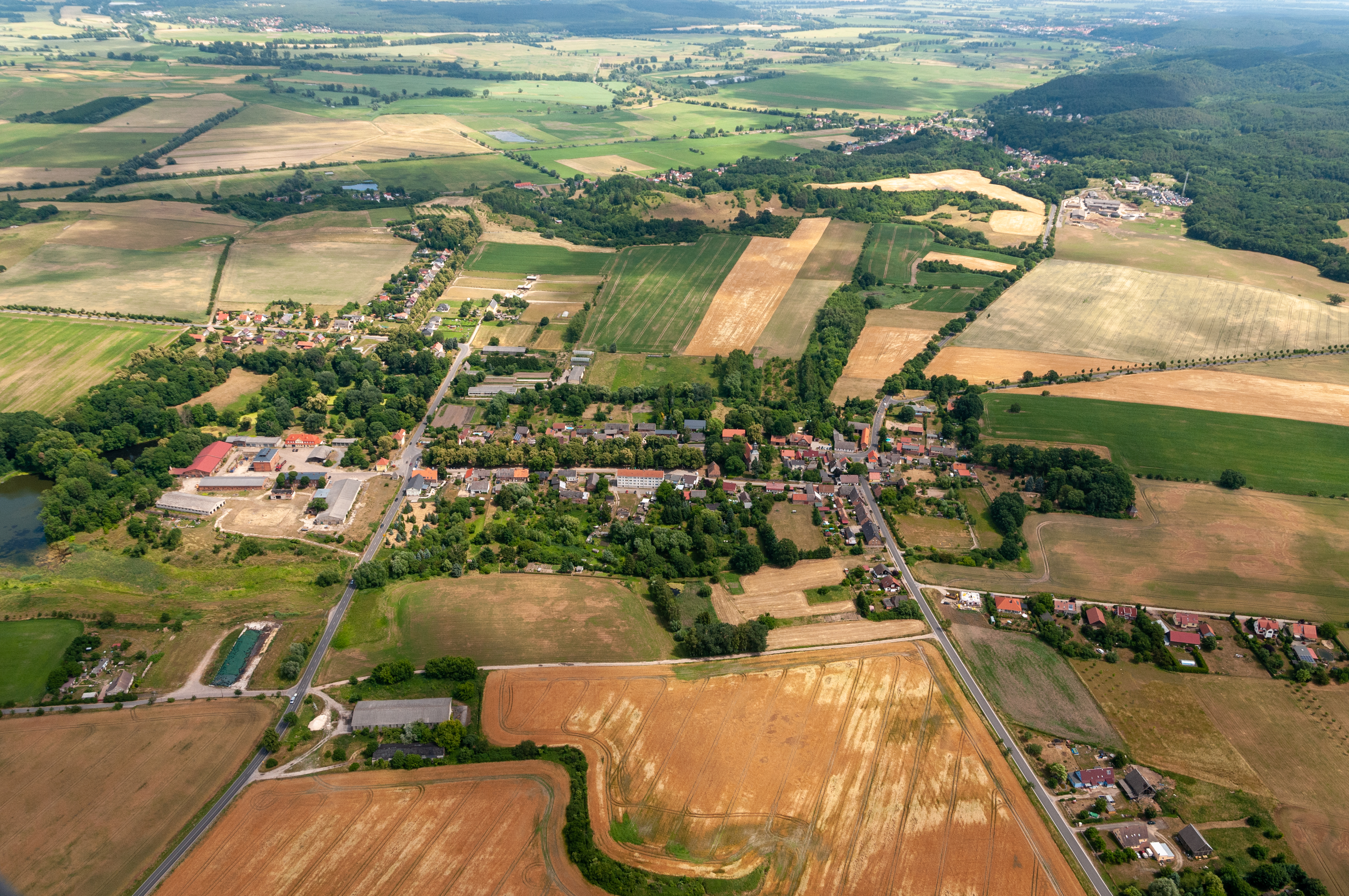
Hohenfinow